# Acacia Mate
Acacia Mate là một vận động viên chạy nước rút người Mozambique. Cô đã thi đấu ở nội dung 400 mét nữ tại Thế vận hội Mùa hè 1980.